# Christiane, Baie de la
Christiane, Baie de la är en vik i Antarktis. Den ligger i Östantarktis. Frankrike gör anspråk på området.